# Rufino Bauzá
Rufino José Bauzá Álvarez (Montevideo, 16 de noviembre de 1791 - Montevideo, 31 de agosto de 1854) fue un militar y político uruguayo, de destacada actuación en las luchas por la independencia.

## Biografía
Hijo de Domingo Guillermo Bauzá García y Ana Álvarez Márquez. Casado con Bernabela Argerich. Se sumó a la revolución de 1811 junto a su hermano Pedro Celestino y luchó junto con José Artigas en la Batalla de Las Piedras (1811). Con el grado de capitán, participó en la Batalla del Cerrito, en la cual fue gravemente herido. Acompañó a Artigas en la "marcha secreta" al frente del regimiento de Blandengues y tuvo una importante actuación en la Batalla de Guayabos, donde el artiguismo derrotó a las fuerzas de Buenos Aires que comandaba Manuel Dorrego.
El historiador Francisco Bauzá, su hijo, sostiene incluso que comandó las tropas orientales en esa ocasión. Con el grado de teniente coronel, estuvo en Montevideo durante el gobierno artiguista, al frente de un batallón de libertos conocido como "los negros de Bauzá". Al producirse la "rebelión de los Cívicos" contra el gobernador artiguista Miguel Barreiro, Bauzá y su entonces estrecho colaborador Manuel Oribe jugaron un papel decisivo en el fracaso de la asonada. Llamado a combatir en la campaña contra la Invasión Portuguesa de 1816, Bauza luchó en la Batalla de India Muerta con Fructuoso Rivera. En octubre de 1817, discrepando con la forma en que Artigas dirigía la causa y muy distanciado de Fructuoso Rivera, abandonó la contienda junto a los hermanos Oribe, y pidió autorización a Carlos Federico Lecor para pasar a Buenos Aires.
Se incorporó al ejército del gobierno rioplatense y participó en la campaña de Marcos Balcarce a Entre Ríos, luchando en la batalla de Saucesito, en que fueron derrotados por Francisco Ramírez. Pasó al ejército que hizo las campañas contra la provincia de Santa Fe en los años 1818 y 1819, logró que se le reconociera el grado de coronel. Luchó en la batalla de Cepeda (1820), a órdenes de José Rondeau.
Durante la Anarquía del Año XX fue uno de los oficiales de la facción de Carlos María de Alvear, y lo acompañó en las batallas de Cañada de la Cruz y San Nicolás, cayendo prisionero. Fue liberado varios meses más tarde, pero el gobernador Martín Rodríguez no le dio mando militar. En 1822 fue afectado por la reforma militar de Bernardino Rivadavia, y dado de baja con un tercio del sueldo de oficial. Se dedicó a atender una pulpería de su propiedad.
Fue el organizador militar de la revolución de Tagle de 1823. Logró reunir 150 hombres y atacó de madrugada el Fuerte, que casi logró ocupar; logró poner en libertad a los presos encerrados en el mismo. El mando pasó al coronel José María Urien, uno de los prisioneros librados, pero este fracasó en tomar el gobierno. Huyó a la Banda Oriental, donde fue arrestado por el gobernador Lecor.
Se radicó luego en la provincia de Santa Fe y más tarde en la capital argentina, se mantuvo al margen de la Cruzada Libertadora de 1825 y luego de la Guerra del Brasil. El gobernador porteño Manuel Dorrego lo nombró comandante del puerto de Las Conchas, actualmente Tigre. En 1828 se unió a la revolución de Juan Lavalle, que lo mantuvo en su cargo de capitán de los puertos de Las Conchas y San Fernando.
A fines de 1829, tras la derrota de Lavalle, marchó a Montevideo, y se incorporó al ejército uruguayo con el grado de coronel. Fue edecán de Juan Antonio Lavalleja, jefe de Estado Mayor del Ejército y fiscal militar; durante las revoluciones de Lavalleja contra el presidente Fructuoso Rivera apoyó al gobierno legal, y fue nombrado fiscal militar.
Cuando se produjo el entredicho entre el presidente Oribe y el expresidente Rivera tomó partido por este, por lo cual fue arrestado y confinado en la Isla de Ratas. Puesto en libertad en 1837, acompañó a Rivera en su revolución contra el presidente Oribe, participando en la batalla de Palmar, que decidió la caída de Oribe.
Estuvo involucrado en la Guerra Grande tomando partido por el bando de la Defensa y ascendió a brigadier general en 1844. Fue Diputado, Comandante de Armas, luego Ministro de Guerra (1844-1845), y presidente del Consejo de Estado de la Asamblea de los notables.
Se retiró a la vida privada al producirse la paz de octubre de 1851, pero dos años más tarde fue nombrado jefe de la comisión de justicia militar.
Falleció en Montevideo en agosto de 1854.